# 华创国际广场
華創國際廣場，是中國長沙市的一座摩天大樓，位于開福區的芙蓉大道，高300公尺、66層樓，於2013年動工、2017年完工，曾为长沙市最高楼，现为長沙第八高樓。